# جي. إس. فليتشير
جي. إس. فليتشير (بالإنجليزية: J. S. Fletcher)‏ (7 فبراير 1863، هاليفاكس في المملكة المتحدة - 30 يناير 1935، دوركينغ في المملكة المتحدة)؛ كاتب للأطفال، صحفي، كاتب وروائي بريطاني.

## روابط خارجية
- جي. إس. فليتشير على موقع IMDb (الإنجليزية)
- جي. إس. فليتشير على موقع قاعدة بيانات الفيلم (الإنجليزية)